# Fernando Tielve
José Fernando Tielve Asensao, plus connu sous le nom de Fernando Tielve, est un acteur espagnol né à Madrid le 21 juillet 1986.

## Biographie
Fernando Tielve commence sa carrière au cinéma en 2001 avec le film L'Échine du Diable (El espinazo del diablo) réalisé par Guillermo del Toro. Il remporte l'année suivante un Young Artist Award pour ce film. Tielve a tourné dans plusieurs séries télévisées et est apparu dans une trentaine de courts métrages au cours de sa carrière.

## Filmographie

### Au cinéma
- 2001 : L'Échine du Diable (El espinazo del diablo) de Guillermo del Toro
- 2003 : Disparitions (Imagining Argentina) de Christopher Hampton
- 2004 : Le Sortilège de Shanghai (El embrujo de Shanghai) de Fernando Trueba
- 2005 : Les Fantômes de Goya (Goya's Ghosts) de Miloš Forman
- 2006 : Mujeres en el parque de Felipe Vega
- 2006 : Le Labyrinthe de Pan (El laberinto del fauno) de Guillermo del Toro
- 2009 : London Nights (Unmade beds) d'Alexis Dos Santos
- 2009 : Rabia de Sebastián Cordero
- 2010 : La vida empieza hoy de Laura Mañá
- 2010 : 14 days with Victor de Román Parrado
- 2011 : Seis puntos sobre Emma de Roberto Pérez Toledo
- 2012 : Dos fragmentos/Eva de Ángel Santos
- 2013 : Lose your head de Stefan Westerwelle
- 2013 : Faraday de Norberto Ramos del Val
- 2014 : Eryka's Eyes de Bruno Lazaro

### À la télévision
- 1998 : A las once en casa
- 2007-2008 : El Internado
- 2012-2013 : Are You App?
- 2016 : La sonata del silencio